# Magdeburgisches Pionier-Bataillon Nr. 4
Das Magdeburgische Pionier-Bataillon 4 war ein in Magdeburg stationiertes Pionier-Bataillon.

## Geschichte

### Preußen/Deutsches Reich
Die Einheit wurde in Preußen am 27. März 1816 als eines der neupreußischen Pionierbataillon durch Allerhöchste Kabinettsorder aus der 4. und 6. Feld-Pionier-Kompanie als 6. Pionier-Abteilung (Magdeburgische) gebildet. Standorte waren zunächst Wesel und Köln. Ab dem 30. März 1818 wurde die Einheit dann als 4. Pionier-Abteilung (Magdeb.) bezeichnet. Alleiniger Standort war ab 1820 Köln.
Im Jahr 1833 wurde Erfurt zum neuen Standort der Einheit. Hier erfolgte am 28. Juli 1859 auch die Vergrößerung auf drei Kompanien.

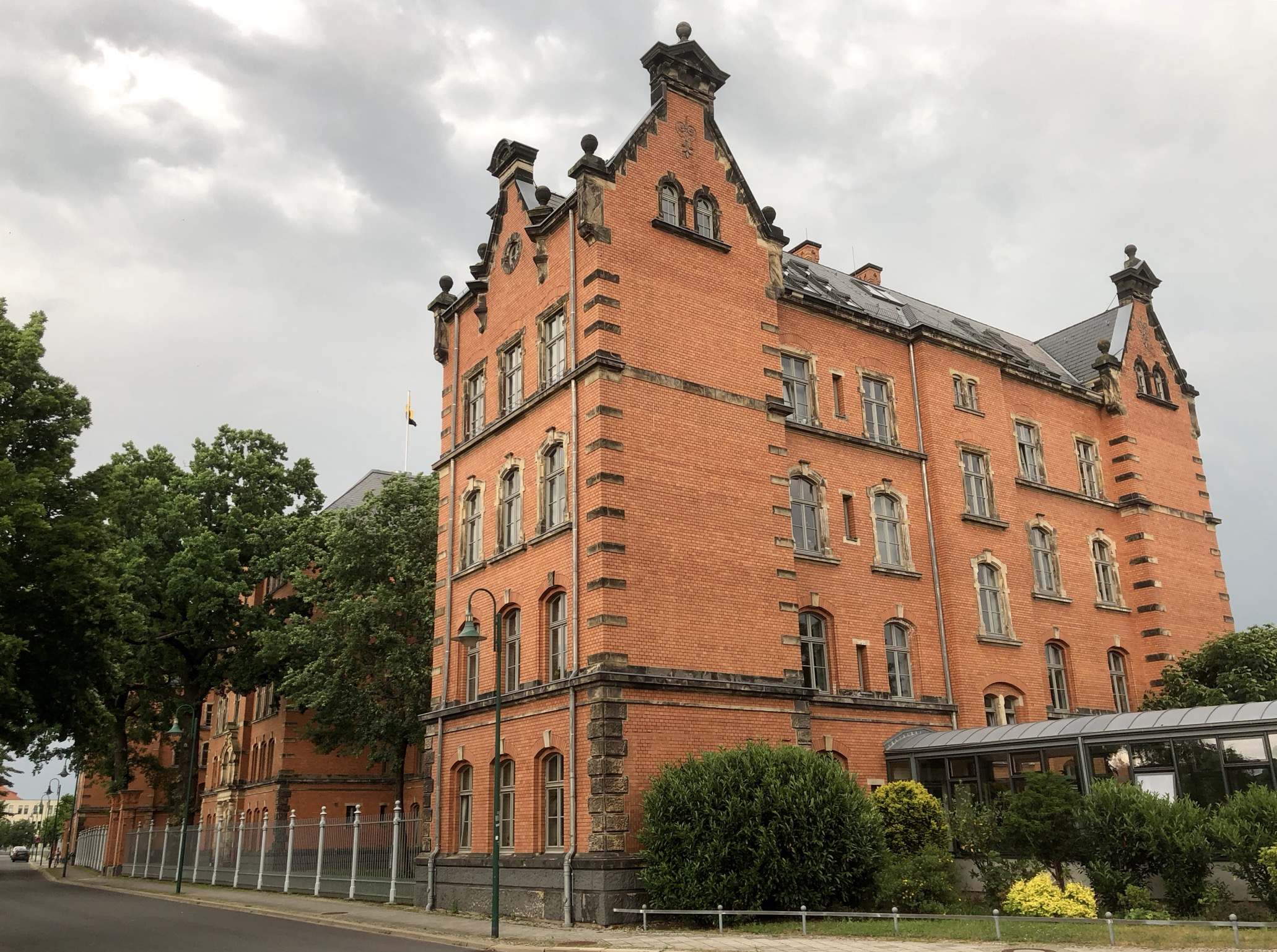
Ehemalige Pionierkaserne im Jahr 2019

Am 4. Juli 1860 wurde die Einheit dann als Magdeburgisches Pionier-Bataillon Nr. 4 in Magdeburg im ehemaligen Innungshaus der Brauer- und Bäckerinnung am Ratswaageplatz stationiert. Aufgrund der sehr beengten Verhältnisse waren Teile des Bataillons in Stadtquartieren untergebracht. Von 1874 bis 1879 waren Teile der Einheit in der Domkaserne untergebracht. Nach einem Ausbau der Kaserne am Ratswaageplatz, war das Bataillon dort komplett kaserniert. 1893 wurde die zweijährige Dienstzeit eingeführt. In diesem Zusammenhang wurde sowohl der Etat als auch die Mannschaftsstärke erhöht. Die 1. Kompanie wurde daher in Baracken am Schroteexerzierplatz untergebracht. Magdeburg blieb letztlich bis 1945 die Garnison der Einheit. Ab dem 1. Oktober 1900 befand sich der Standort in der Magdeburger Pionierkaserne, die später in Mudra-Kaserne umbenannt wurde.
Vom 14. bis 19. Mai 1900 baute die 2. Kompanie des Bataillons im Rahmen einer Übung im Selketal bei Alexisbad den noch heute erhaltenen Pioniertunnel.

### Weimarer Republik
Bei der Bildung der Reichswehr erfolgte die Aufstellung als 4. (Preußisches) Pionier-Bataillon in Magdeburg. Die Einheit war der 4. Division in Dresden unterstellt.
Zwischen 1928 und 1932 wurde die Brückenkolonne motorisiert.

### NS-Zeit und Zweiter Weltkrieg
Mit der Aufrüstung der Wehrmacht kam es zur Bildung zweier weiterer Bataillone aus dem Bataillon 4. Die 2. Kompanie, bis dahin in der Magdeburger Mudra-Kaserne stationiert, wurde zum Pionier-Bataillon Riesa A (stationiert in Pirna). Die 3. Kompanie wurde zum Pionier-Bataillon Riesa B und zunächst in Riesa, dann in Weißenfels stationiert. Die in Magdeburg verbleibenden Einheiten trugen nun die Bezeichnung Pionier-Bataillon Magdeburg und waren in der Mudra-Kaserne, der Golz-Kaserne und der Beseler-Kaserne untergebracht. Es erfolgte dann eine Unterstellung der Einheit unter die 13. Infanterie-Division. An sich hätte damit auch das Bataillon die Nr. 13 tragen müssen. Zur Wahrung der Tradition wurde jedoch die Bezeichnung Pionier-Bataillon Nr. 4 beibehalten. Dafür trug das Pionier-Bataillon der 4. Infanterie-Division (das ehemalige Pionier-Bataillon Riesa B) die Nummer 13.

#### Sudetenland
Während der Besetzung des Sudetenlandes in der Sudetenkrise 1938 wurde das Pionier-Bataillon zur Errichtung von Holzbehelfsbrücken eingesetzt. Die Tschechoslowakische Armee hatte diverse Brücken gesprengt.

#### Polen
Auch am Überfall auf Polen im September 1939 war das Pionier-Bataillon beteiligt. Zunächst vom 3. bis 6. September an der Warthe-Linie und der Widawka-Stellung, dann vom 7. bis 18. September im Gebiet um Radom. Ab dem 1. Oktober beteiligte sich das Bataillon an den Kämpfen in der Nähe der Weichsel. Hier erfolgten vor allem Arbeiten an den Weichselbrücken und die Sicherung von Brückenköpfen bei Puławy und Dęblin. Dann kam das Bataillon in den Westerwald.

#### Frankreich
Von hier aus nahm dann im Mai 1940 das Bataillon am Westfeldzug teil. Nach der Bereitstellung an der Grenze zu Luxemburg brach das Bataillon vom 14. bis 24. Mai bis zum Ärmelkanal durch. Es folgten Einsätze an der Somme, bei Kämpfen um Péronne und Corbie. Vom 28. Mai bis 1. Juni war das Bataillon an der Schlacht von Dünkirchen beteiligt. Dann wurde in die Gegend südlich von Arras verlegt, von wo aus vom 7. bis 10. Juni die Weygand-Linie durchbrochen wurde. Vom 11. bis zum Waffenstillstand am 25. Juni rückte das Bataillon in Richtung Alpen vor. Am 5. Juli begann die Verlegung des Bataillons in die Heimatgarnison, die am 10. Juli erreicht wurde. Bereits am 30. August 1940 rückten die Truppen jedoch wieder ab. Zu einer Rückverlegung in die Heimatgarnison sollte es nicht mehr kommen. Am 1. November wurde die Division nach Rumänien verlegt. Das Bataillon wurde in Lehr-Pionier-Bataillon 4 umbenannt. Nach der Rückverlegung der Division im Mai 1941 wurde es zum Panzer-Pionier-Bataillon 4, da die Division inzwischen insgesamt zu einer Panzer-Division umgegliedert worden war.

#### Sowjetunion
Das Bataillon war dann an der Vorbereitung und Durchführung des deutschen Angriffs auf die Sowjetunion beteiligt. Im Rahmen der Vorbereitung wurden andere Teile der Wehrmacht im Minensuchen etc. ausgebildet. Es folgte dann die Beteiligung des Bataillons am Angriff auf Dnepropetrowsk. Am 25. August 1941 wurde eine nur in Teilen gesprengte Floßbrücke innerhalb weniger Stunden für Fahrzeuge bis 3 Tonnen befahrbar gemacht. Im September war das Bataillon abseits der eigenen Division eingesetzt. Statt im Abschnitt von Szula war das Bataillon bereits zum Oriol vorgestoßen und hatte dort unter starken Verlusten eine Holzbrücke über den Fluss geschlagen. Im Verlauf der weiteren Kampfhandlungen wurden die Verluste an Menschenleben so stark, dass die 3. Kompanie mit Befehl vom 5. November aufgelöst und auf die anderen beiden Kompanien aufgeteilt wurde. Im Winter 1941/42 betrieb das Bataillon ein vorgeschobenes Pionier-Materiallager am Mius zwischen den Ortschaften Ryasnij und Pokrowkoje. Am 22. Juni 1942 begann die Sommeroffensive. Das Bataillon bestand lediglich noch aus einer Kompanie. Einsatzgebiet war die Region um den Kuban. Im Februar und März 1943 wurde das Bataillon auf die Kampfgruppen Ratzel (100 Mann) und Brux (126 Mann) aufgeteilt. Einsatzgebiet war die Region am Asowschen Meer. Am 3. März 1943 wurde die Grabenstärke des Bataillons noch mit 100 Mann gemeldet. Im Mai folgte eine Verlegung zur Krim. Im August 1944 war das Bataillon südlich von Kishinau im Einsatz und galt dann ab dem 22. August als verschollen. Die Reste des Bataillons wurden dann auf dem Truppenübungsplatz Örkény, 50 km südlich von Budapest in Ungarn gesammelt und mit der gesamten Division neu aufgestellt. Im März 1945 folgte noch eine offizielle Umbenennung des Bataillons in Panzer-Pionier-Bataillon Feldherrnhalle 2. In der Praxis dürfte die Umbenennung nur noch wenig Bedeutung gehabt haben. Neben der nahen Kapitulation Deutschlands, war versehentlich zunächst ein anderes Panzer-Pionier-Bataillon als dementsprechend umbenannt bezeichnet.

#### Abwehrkämpfe im Reich
Bevor das Bataillon im März in Panzer-Pionier-Bataillon Feldherrnhalle 2 umbenannt wurde, kam es zunächst zur Auffrischung der vorhandenen Einheiten. Dabei wurden vor allem 16- bis 18-jährige Jungen rund um Magdeburg, welche vorher in einem Wehrertüchtigungslager eine eher ungenügende Ausbildung erhalten hatten, eingezogen. Die meisten dieser jungen Männer waren vorher beim Reichsarbeitsdienst für den Bau von Schützen- und Panzergräben eingesetzt worden. Nachdem das Bataillon in Holzminden nur ungenügend ausgerüstet wurde, wurde es in die Gegend um Herford verlegt. Der Einsatzbefehl kam jedoch erst, als die Frontlinie bereits kurz vor Herford stand. Das Bataillon wurde noch in der Nacht von den amerikanischen Panzerspitzen eingeholt.

## Kommandeure
- 1924 bis 1928 – Major Klingbeil
- 1928 bis 1929 – Oberstleutnant Kuckein
- Oktober 1929 bis 1933 – Oberstleutnant Otto-Wilhelm Förster
- Major Brückmann
- 1942 bis 1943 – Major Günter Baranek

## Personen
Bekannte Angehörige des Bataillons waren:
- Hermann Delius (1854 bis 1941), General,
- Eugen Polte (1849 bis 1911), Rüstungsproduzent,
- Wilhelm Friedrich Loeper (1883 bis 1935), späterer NSDAP-Gauleiter, führte 1913 den Scheinwerferzug.
- Hans von Sommerfeld (1888 bis 1961), später Generalleutnant, gehörte 1912 dem Bataillon an